# 高木逸磨
高木 逸磨（たかぎ いつま、1884年1月24日 - 1960年12月5日 ）は、日本の医師、細菌学者、社会事業家、医学博士。

## 来歴
長崎県大村市で高木武夫の長男として生まれる。東京帝国大学医学部卒業後、母校の伝染病研究所（現・東京大学医科学研究所）研究員、医学部助手、講師、助教授を経て教授に就任。さらに、駒込病院長、滝乃川学園医務室長、同仁会華北防疫所長などを歴任した。1929年には、鼠咬症の研究（共同研究）で学士院賞を受賞した。戦後は、横浜医科大学（現・横浜市立大学医学部）学長、滝乃川学園第5代学園長をつとめた。墓所は多磨霊園(3-1-32)
滝乃川学園の創立者石井亮一の妻で、第2代学園長をつとめた石井筆子の実家渡辺男爵家とは縁戚にあたる。